# Colonne Louis-XVI
La colonne Louis-XVI est un monument de la ville de Nantes en France, installé au centre de la place Maréchal-Foch. C’est une colonne de vingt-huit mètres de haut, posée sur un piédestal, surmontée d'une statue du roi de France Louis XVI.

## Descriptif
La statue représente le roi de France Louis XVI, représenté « à l'antique », en empereur romain. Il tient dans une main le bâton de commandement, et dans l'autre son testament, sous forme d'un rouleau. Cette statue est placée sur un piédestal formé d'une colonne dorique sur socle cubique. Le diamètre de la colonne est de 6 pieds (1,83 m) et sa hauteur 86 pieds (26,21 m). L'ensemble est fait de pierre blanche.

## Historique

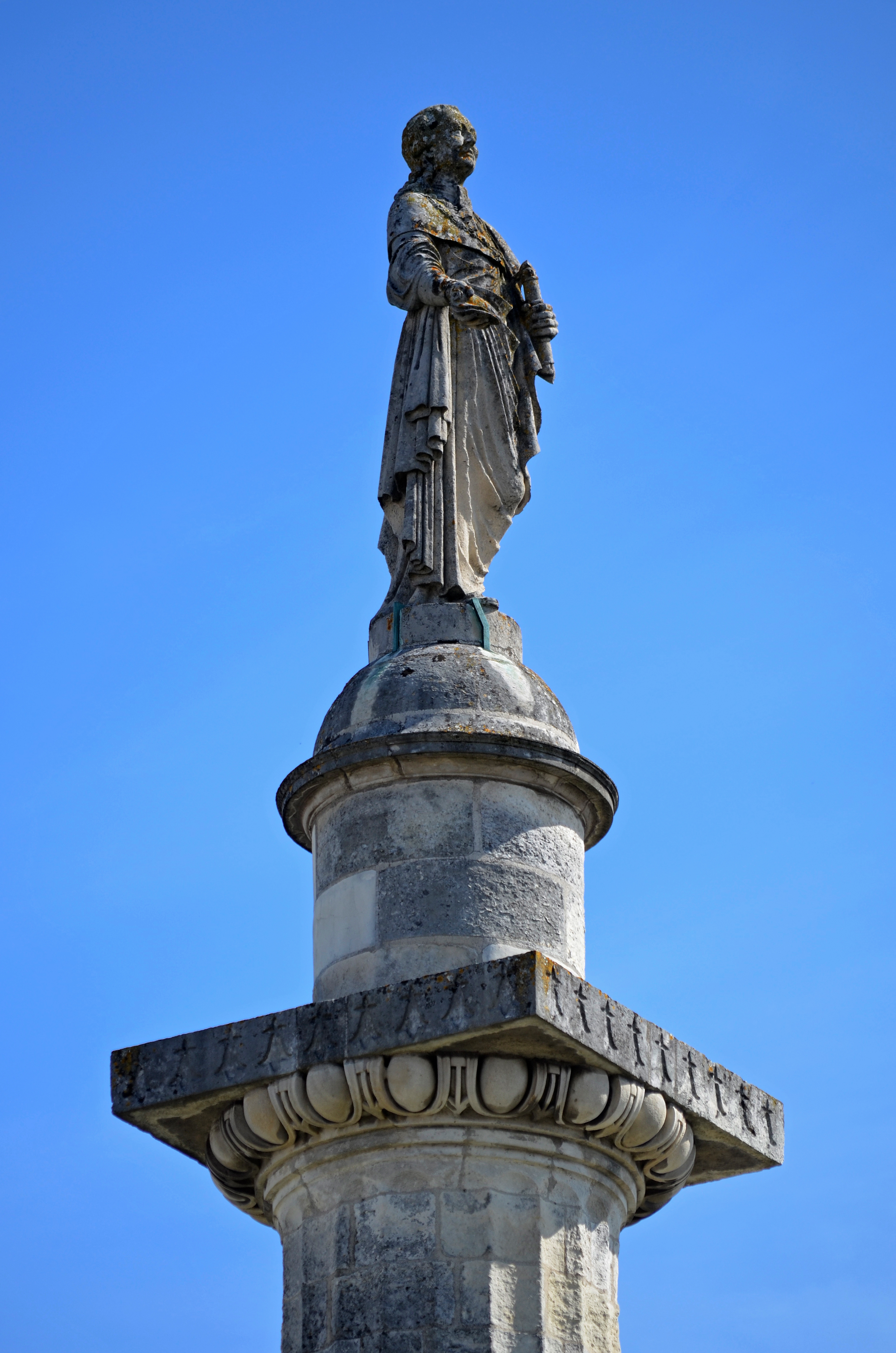
Copie de la statue de Louis XVI par Dominique Molknecht (datant de 1823), réalisée par Georges Perraud en 1926.

Fin 1788, dix-neuf architectes nantais soumettent au conseil de ville un projet de monument commémoratif en l'honneur de Louis XVI, plus précisément une statue, et proposent de réaliser la colonne lui servant de support à leurs frais. Le projet est soutenu par Mathurin Crucy et c'est Jacques Lamarie (es) avec qui il était à Rome qui est pressenti pour la sculpture. Il réalise le dessin d'une colonne à fût cannelé en spirale, et d'une statue représentant le roi en costume romain. Lorsque la première pierre de la colonne est posée le 24 juin 1790, le plan initial avait fait place au projet d'un monument à la gloire de la Liberté, Crucy ayant tenu compte de l'évolution politique. La colonne (avec son piédestal) est intitulée « colonne de la Liberté ». Pourtant, l'inauguration est l'occasion d'un hommage appuyé au roi. Couplée à la cérémonie du « Pacte fédératif » entre des jeunes gens de Bretagne et d'Anjou. Les autorités civiles, militaires et une foule importante participent au cris de « Vive la Nation, la Loi et le Roi ». Après la cérémonie, deux planches de cuivre gravées sont posées, l'une d'elles portant l'inscription : 

« L'an 1790, le seizième du règne de Louis XVI, le bienfaisant, le premier de la Liberté, ce monument a été consacré :

À l'heureuse Révolution qui s'opère en France

À Louis XVI, Roi des Français, restaurateur de la Liberté

À l'Assemblée Nationale

Aux citoyens de Nantes qui ont présenté la première requête à leur Corps Municipal. »

Cette plaque est complétée par la liste des dix-neuf architectes à l'origine du monument. L'autre plaque présente la liste des membres du conseil de ville, ainsi que certains notables.
La réalisation de la statue est lancée par souscription, en 1791. Le sculpteur Lamarie doit réaliser une statue en bronze. Il s'installe dans l'ancien monastère des Cordeliers. Les contraintes financières empêchent que Lamarie aille au bout de son projet de statue. En 1792, à la suite de l'évolution de la situation politique, le projet de statue du roi est abandonné au profit de celui d'une statue de la Liberté. En l'an IV Lamarie fait annuler le marché qui le lie à la ville de Nantes, arguant du coût trop élevé de l’œuvre, que l'enveloppe accordée par contrat ne suffisait pas à couvrir.
Napoléon effectue une visite officielle à Nantes en 1808. À cette occasion, une aigle impériale est hissée au sommet de la colonne. Le conseil municipal soumet à l'Empereur le projet de placer une statue le représentant au sommet de la colonne. Cette demande n'est pas exaucée avant l'abdication de Napoléon en 1814.
Lors de la Première Restauration, en 1814, Mathurin Crucy propose de nouveau d’y placer une statue de Louis XVI. Une souscription est ouverte. Le sculpteur Jean Debay présente un projet. Mais la situation politique se retourne rapidement. Le retour de Napoléon durant les Cent-Jours enterre le projet de statue pour plusieurs années.
En 1822, sept ans après le début de la Seconde Restauration, Dominique Molknecht est chargé de sculpter la statue, accompagnée de celles de personnalités de l’histoire bretonne (Anne de Bretagne, Arthur III de Bretagne, Olivier V de Clisson et Bertrand du Guesclin, statues placées de part et d’autre des cours Saint-Pierre et Saint-André). La statue de Louis XVI est inaugurée le 14 août 1823.

Le 30 juillet 1830, juste après les Trois Glorieuses à Paris, dix Nantais sont tués lors d'une manifestation contre une réforme du Collège électoral. Ange Guépin demande que la statue de Louis XVI soit remplacée par un coq gaulois tenant un drapeau, afin de symboliser l'esprit révolutionnaire. La proposition n'est pas retenue, un monument est édifié dans le cimetière Miséricorde. Des ouvriers anglais travaillant aux forges de Basse-Indre, témoins de la fusillade, participent à la souscription, et en septembre 1831, un médecin anglais habitant à Paris, M. Martin, sert d'intermédiaire pour transmettre à la municipalité de Nantes un hommage sous forme d'une plaque, qui est apposée au pied de la colonne, avec pour texte : 

« Ici près, a eu lieu une lutte sanglante entre les oppresseurs et les opprimés le 30 juillet 1830. Des laboureurs et des ouvriers anglais ont fait poser cette inscription en témoignage de leur admiration pour la bravoure, la valeur et l'intrépidité nantaise. »

Cette plaque contient une erreur de traduction, le mot anglais laborers (« ouvriers ») ayant été traduit par « laboureurs », alors que « travailleurs » aurait été plus approprié.
La statue de Louis XVI est réalisée dans une pierre friable, et se dégrade. Amédée Ménard propose, en 1868, de faire une copie en bronze. Cette proposition n'est pas retenue. La statue perd sa tête et est refaite à l’identique (nul ne sait ce qu'est devenue l'originale). Cette réplique, œuvre du sculpteur nantais Georges Perraud, est installée en 1926,,. Perraud utilise un bloc de pierre d'Artiges venant de Chauvigny dans le Poitou, pesant neuf tonnes. Une fois taillée, la statue, d'une seule pièce, pèse de quatre à cinq tonnes. Une polémique naît au sujet de la taille de la main droite, jugée disproportionnée par un chroniqueur du Phare de la Loire. Le journaliste aurait en fait confondu la main avec le testament que l'effigie du roi tient.
De fin 2012 à début 2013, le monument a fait l'objet d'une restauration complète consistant notamment au remplacement des pierres calcaire altérées de Crazannes par de nouvelles pierres de Tervoux provenant du département de la Vienne (la carrière de Crazannes n'étant plus exploitée), ainsi que des travaux de ferronnerie et de zinguerie.

## L'artiste
Dominique Molknecht (1793-1876) est un sculpteur français d'origine autrichienne. Il a réalisé plusieurs œuvres situées à Nantes, entre autres sur le théâtre Graslin. En plus de la statue nantaise, il est aussi l’auteur de deux autres statues de Louis XVI, sur les cinq conservées en France dans les lieux publics :
- au Loroux-Bottereau, en Loire-Atlantique, à l'office de tourisme (celle qui est placée sur le parvis de l'église du bourg est une copie) ;
- à Plouasne dans les Côtes-d'Armor, dans les jardins du château de Caradeuc ;

Les deux autres statues du souverain dont il n'est pas l'auteur sont celles qui se trouvent :
- à Sorèze, dans le Tarn, dans le parc de l'École royale
- à Nant, dans l'Aveyron, à l'entrée de la mairie (à noter toutefois que cette statue est décapitée et qu'elle appartiendrait à un particulier).

Hors de France, une statue de Louis XVI est visible dans la ville des États-Unis qui lui doit son nom, Louisville, dans le Kentucky.